# وصايا المنصور
وصايا المنصور، هي مجموعة من الوصايا المُتعلقة بأصول الحكم للحفاظ على دولة الخلافة العبَّاسية، أوصى بها الخليفة أبو جعفر المنصور وليُّ عهده وابنه مُحمَّد المهدي، قبل مسير المنصُور إلى مكَّة مُستشعرًا لوفاته.

## الوصايا

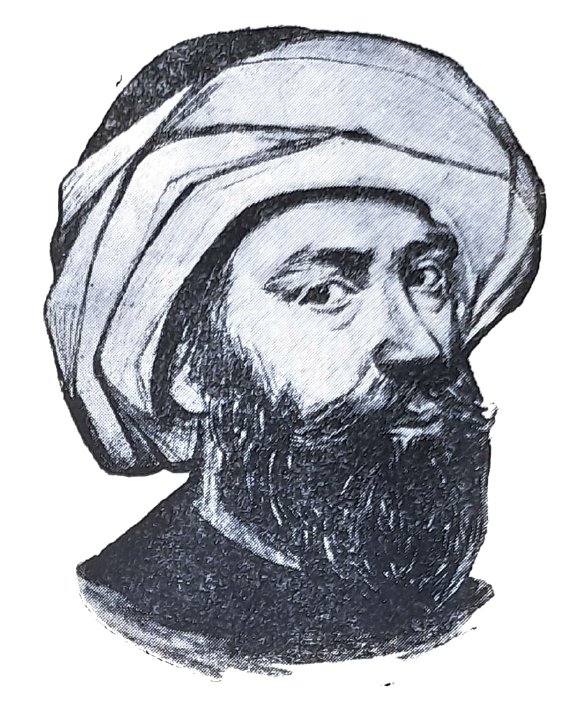
رسمٌ للخليفة أبو جعفر المنصور (حكم 754-775م)

في السنة التي توجه فيها الخليفة أبو جعفر المنصور لأداء الحج، أوصى ابنه مُحمَّد المهدي في شهر شوال بمجموعةٍ من الوصايا، فنزل المنصور في قصر عبدويه وأقام فيها عدة أيام مع المهدي، يوصيه بالمال والسلطان كل صباح ومساء دون انقطاع. في أحد الأيام، انقض كوكبٌ في السماء بعد الفجر وبقي أثره ظاهرًا حتى طلوع الشمس، ما دفع المنصور إلى تكثيف وصاياه مُعتقدًا بأنها إشارة. عند اقتراب يوم رحيله، دعا المنصور المهدي وأخبره بأنه قد أوصاه بكل ما يلزم، وسلَّمه سفط يحتوي على دفاتر علمه، مغلق بإحكام ولا يفتحه إلا المهدي. أوصى المنصُور ابنه بالاحتفاظ بهذا السفط وأشار إلى أن فيه علم آبائه وما سيكون إلى يوم القيامة، ونصحه بأنه إذا واجهه أمر محزن، فعليه أن ينظر في الدفاتر السبعة بالتسلسل، وإذا عجز عن العثور على الحل، يمكنه اللجوء إلى الكراسة الصغيرة.
أوصى المنصور أيضًا بأن لا يستبدل مدينة بغداد، مؤكدًا أن فيها أموالًا تكفي لإدارة البلاد لمدة عشر سنوات إذا حدث خلل في الخراج، وأنه سيبقى عزيزًا طالما كانت خزائن بيت المال مليئة، قائلًا: «يا بني، إني قد جمعت لك من الأموال ما لم يجمعه خليفة قبلي، وجمعت لك من الموالي ما لم يجمعه خليفة قبلي، وبنيت لك مدينة لم يكن في الإسلام مثلها، ولست أخاف عليك إلا أحد رجلين: عيسى بن موسى، وعيسى بن زيد، فأما عيسى بن موسى فقد أعطاني من العهود والمواثيق ما قبلته، ووالله لو لم يكن إلا أن يقول قولا لما خفته عليك، فأخرجه من قلبك وأما عيسى بن زيد فأنفق هذه الأموال واقتل هؤلاء الموالي، واهدم هذه المدينة حتى تظفر به، ثم لا ألومك.». حثه المنصُور على العناية بأهل بيته ومواليه، وإظهار كرامتهم وتعظيمهم، وأوصاه بأهل خراسان، وأن يحسن إليهم، لأنهم كانوا دائمًا أنصارهم وعمود دولتهم. أوصى المهدي بعدم بناء مدينة الشرقية، وألا يستعين برجل من بني سليم، وحذره من إدخال النساء في مشورته في أمور الدولة، وكان يختم جملته في بعض المواطئ «وأظنك ستفعل».
ذكر أن المنصور دعا المهدي عند مسيره إلى مكة وقال له: «يا أبا عبد الله، إني سائر ولن أعود..» وسلمه كتاب الوصية وأوصاه بقضاء دينه البالغ ثلاثمائة ألف درهم، خشيةً استحلالها من بيت مال المُسلمين، وطلب منه توزيع أمواله ومتاعه ورقيقه بين إخوته والإحسان إليهم، وأن يكون لهم نصيب من قصر الخُلد قائلًا: «وهذا القصر ليس هو لك، هو لي، وقصري بنيته بمالي، فأحب أن تصير نصيبك منه لإخوتك الأصاغر». وقبل مغادرته إلى مكة، دعا المنصُور ابنة أخيه وزوجة ابنه المهدي، ريطة بنت السَّفَّاح، وأوصاها بتسليم مفاتيح الخزائن إلى المهدي الذي كان في الرَّي، فقط بعد وفاته. عندما تولى المهدي الخلافة، فتح الباب ومعه زوجته ريطة بنت السَّفَّاح ليجد جماعة من قتلى الطالبيين في الداخل من أطفال ورجال وشيوخ وعلى آذانهم رقاعٌ فيها أنسابهم، فأهاله المنظر وأثار رعبه، وأمر بدفنهم وعمل دكان فوق قبورهم. تعود الواقعة من أحداث سجن آل الحسن قبل إعلان ثورة مُحمَّد النَّفس الزكيَّة طلبًا للخلافة لنفسه.

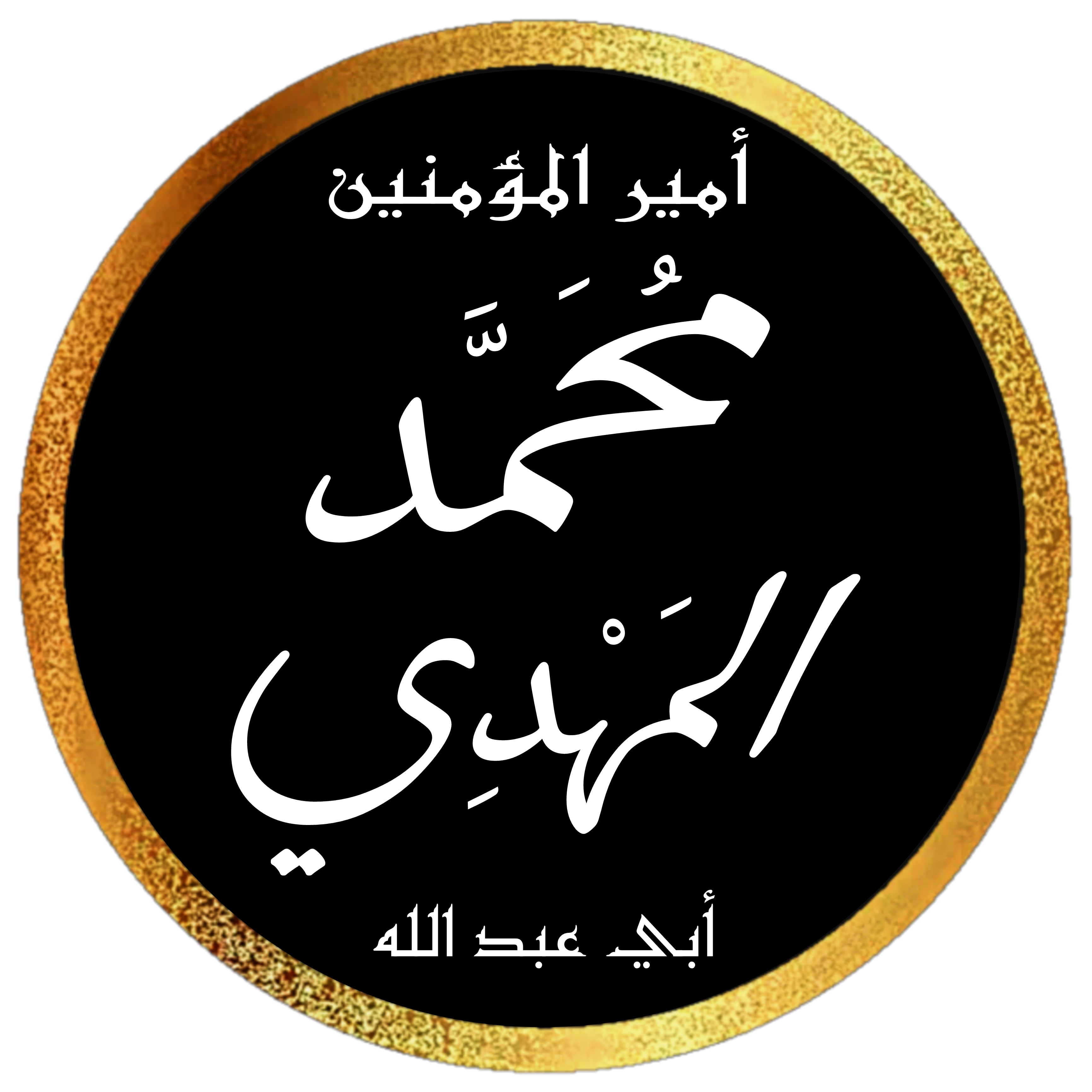
تخطيط باسم الخليفة مُحمَّد المهدي (حكم 775-785م)

من ناحية أخرى، ذُكر أن المنصور، أثناء توجهه إلى مكة، أخبر المهدي بأن لديه شعورًا بموته في ذي الحجة من هذا العام، وأوصاه بتقوى الله في إدارة شؤون المسلمين. كما نصحه بتجنب الدم الحرام والالتزام بالعدل في الحكم، والحفاظ على الفيء والأموال، والاستعداد للنوائب والأزمات، قائلًا: «احفظ يا بني محمدًا صلى الله عليه وسلم في أمته يحفظ الله عليك أمورك وإياك والدم الحرام، فإنه حوب عند الله عظيم، وعار في الدنيا لازم مقيم والزم الحلال، فان ثوابك في الآجل، وصلاحك في العاجل وأقم الحدود ولا تعتد فيها فتبور، فإن الله لو علم أن شيئا أصلح لدينه وأزجر من معاصيه من الحدود لأمر به في كتابه واعلم أن من شدة غضب الله لسلطانه، أمر في كتابه بتضعيف العذاب والعقاب على من سعى في الأرض فسادا، مع ما ذخر له عنده من العذاب العظيم، فقال: {إِنَّمَا جَزَآءُ ٱلَّذِينَ يُحَارِبُونَ ٱللَّهَ وَرَسُولَهُ وَيَسْعَوْنَ فِي ٱلأَرْضِ فَسَاداً} [المائدة: 33] فالسلطان يا بني حبل الله المتين، وعروته الوثقى، ودين الله القيم، فاحفظه وحطه وحصنه، وذب عنه، وأوقع بالملحدين فيه، وأقمع المارقين منه، واقتل الخارجين عنه بالعقاب لهم والمثلات بهم، ولا تجاوز ما أمر الله به في محكم القرآن. واحكم بالعدل ولا تشطط، فإن ذلك أقطع للشغب، وأحسم للعدو، وأنجع في الدواء وعف عن الفيء، فليس بك إليه حاجة مع ما أخلفه لك، وافتتح عملك بصلة الرحم وبر القرابة وإياك والأثرة والتبذير لأموال الرعية واشحن الثغور، واضبط الأطراف، وأمن السبل، وخص الواسطة، ووسع المعاش، وسكن العامة، وأدخل المرافق عليهم، واصرف المكاره عنهم، وأعد الأموال واخزنها وإياك والتبذير، فإن النوائب غير مأمونة، والحوادث غير مضمونة، وهي من شيم الزمان وأعد الرجال والكراع والجند ما استطعت وإياك وتأخير عمل اليوم إلى غد، فتتدارك عليك الأمور وتضيع جد في أحكام الأمور النازلات لأوقاتها أولا فأولا، واجتهد وشمر فيها، وأعدد رجالا بالليل لمعرفة ما يكون بالنهار، ورجالا بالنهار لمعرفة ما يكون بالليل وباشر الأمور بنفسك، ولا تضجر ولا تكسل ولا تفشل، واستعمل حسن الظن بربك، وأسيء الظن بعمالك وكتابك». ثم ختم قائلًا: «وخذ نفسك بالتيقظ، وتفقد من يبيت على بابك، وسهل أذنك للناس، وانظر في أمر النزاع إليك، ووكل بهم عينا غير نائمة، ونفسا غير لاهية، ولا تنم فإن أباك لم ينم منذ ولي الخلافة، ولا دخل عينه غمض إلا وقلبه مستيقظ هذه وصيتي إليك، والله خليفتي عليك»، ثم ودَّعه وبكى كُلًا من المنصُور وابنه المهدي لفراق بعضهما وأثر كلماته.

## بعد الوصايا
ودَّع المنصُور ابنه المهدي بعدما استخلفه على بغداد، ثم ازداد مرضه أثناء الطريق، واشتدت علّته، ليتوفى في نواحي مكَّة قبل أن يتمكن من أداء الحج، في 6 ذي الحجَّة سنة 158هـ / 6 أكتوبر 775م، ودُفن في ثنية المعلاة.

### فهرس المنشورات
1. ↑  الطبري (2004)، ص. 1603.
2. 1 2  الطبري (2004)، ص. 1605.
3. ↑  الطبري (2004)، ص. 1604.
4. ↑  الطبري (2004)، ص. 1604-1605.
5. ↑  العاني (1981)، ص. 475-476.
6. ↑  الطبري (2004)، ص. 1587-1588.
7. ↑  الطبري (2004)، ص. 1588.
8. ↑  الدينوري (1960)، ص. 385.

### معلومات المنشورات كاملة
الكتب مرتبة حسب تاريخ النشر
- أبو حنيفة الدينوري (1960)، الأَخبار الطِّوال، تراثنا، مراجعة: جمال الدين الشيال. تحقيق: عبد المنعم عامر (ط. 1)، القاهرة: وزارة الثقافة المصرية، OCLC:4769994321، QID:Q114787319
- حسن فاضل العاني (1981)، سياسة المنصور أبي جعفر الداخلية والخارجية، بغداد، OCLC:4770734406، QID:Q126164117{{استشهاد}}:  صيانة الاستشهاد: مكان بدون ناشر (link)
- محمد بن جرير الطبري (2004). تاريخ الأمم والملوك، تاريخ الطبري: طبعة مقدم لها بتوضيح في أسانيد الطبري وبيان المؤاخذات عليها، وصححت النسخة على أصح النسخ الموجودة، وخدمت بفهارس للآيات وفهارس للأحاديث، وفهارس للموضوعات. مراجعة: أبو صهيب الكرمي. عَمَّان: بيت الأفكار الدولية. ISBN:978-9957-21-152-3. OCLC:956977290. QID:Q123224476.